# Maculabatis macrura
Maculabatis macrura is een vissensoort uit de familie van de pijlstaartroggen (Dasyatidae). De wetenschappelijke naam van de soort is voor het eerst geldig gepubliceerd in 1852 door Pieter Bleeker.